# Arquitetura aquemênida

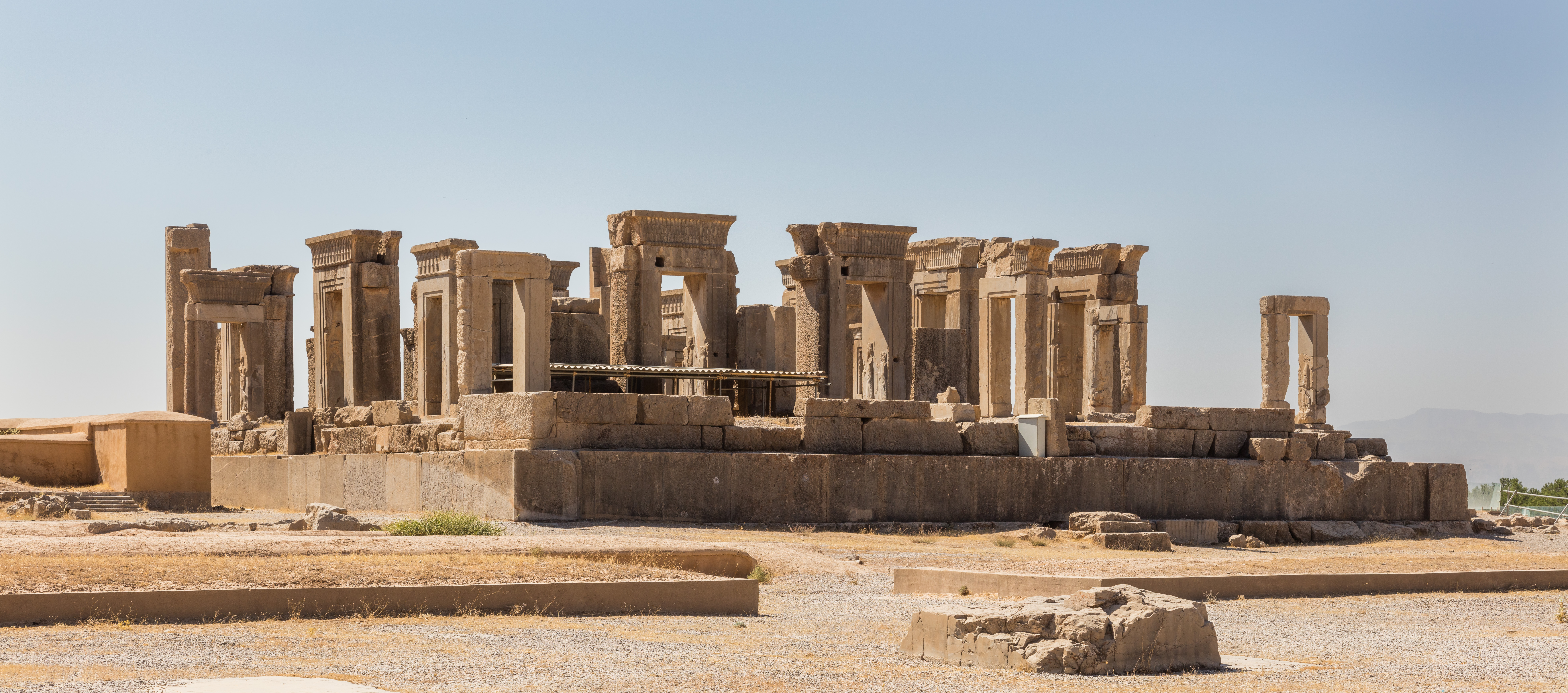
As ruínas de Persépolis no atual Irão, com aproximadamente 2.500 anos;

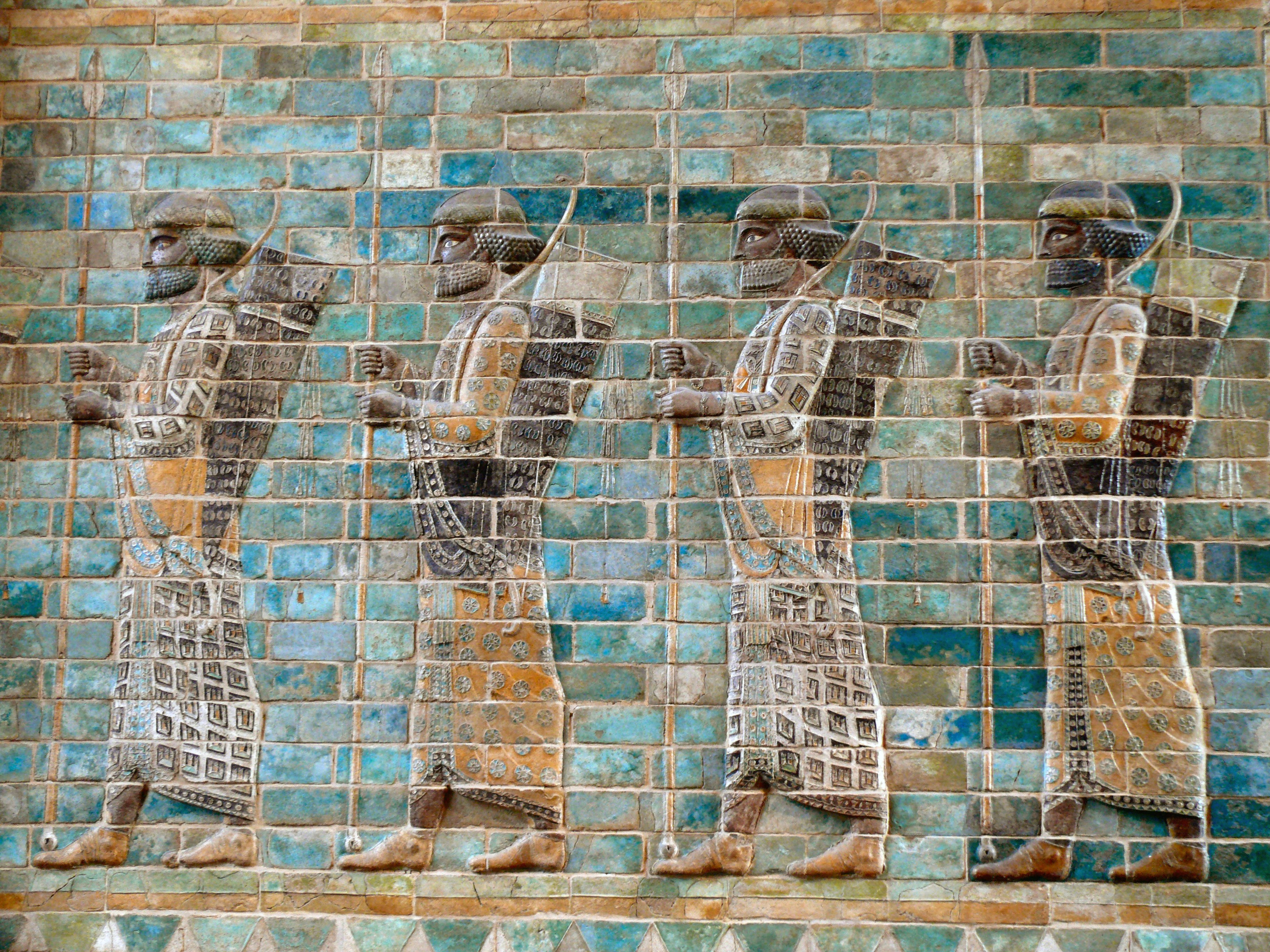
Friso de arqueiros, cerca de 510 a.C., do Palácio de Dario em Susa, agora no Louvre;

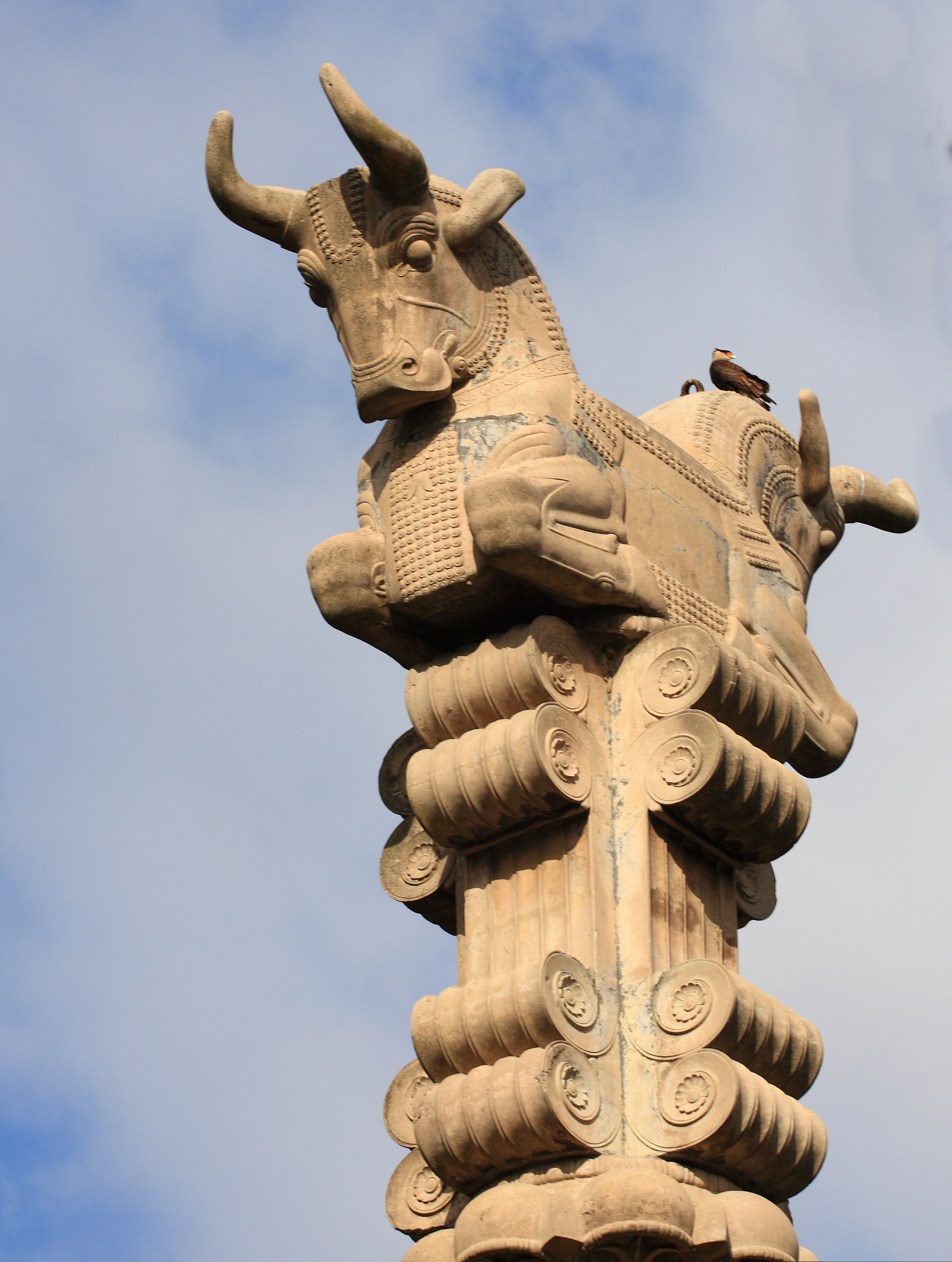
Um capitel duma coluna persa bem preservada de Persépolis (Irão)

A arquitetura aqueménida (Persa: معماری هخامنشیان) compreende todas as realizações arquitetónicas dos persas aqueménidas que se manifestam na construção de cidades espetaculares usadas como sedes de governo e também na urbanização (Persépolis, Susa, Ecbátana), templos construídos para culto e reuniões sociais (como os templos zoroastristas) e mausoléus erguidos em homenagem aos reis caídos (como o túmulo de Ciro, o Grande). A característica por excelência da arquitetura persa era a sua natureza eclética com elementos assírios, egípcios, medos, gregos e asiáticos incorporados, produzindo não obstante uma identidade persa única na sua obra final. A arquitetura aquemênida é academicamente classificada na arquitetura persa em termos de estilo.
O património arquitectónico aqueménida, iniciado com a expansão do império por volta de 550 a.C., foi determinado por um período de crescimento artístico que deixou um extraordinário legado arquitectónico que vai desde o túmulo solene de Ciro, o Grande, em Pasárgada, até às esplêndidas estruturas da opulenta cidade de Persépolis. Com o advento do Segundo Império Persa, a dinastia Sassânida (224–624), reviveu a tradição aquemênida ao construir templos de fogo e palácios monumentais.
Talvez as estruturas mais impressionantes, existentes até hoje, sejam as ruínas de Persépolis, uma cidade outrora opulenta fundada pelo rei aquemênida, Dario, o Grande, para ser usada para funções governamentais e cerimoniais, e que também foi uma das quatro capitais do Império . Persépolis teria levado 100 anos para ser concluída e teria sido finalmente saqueada e queimada pelas tropas de Alexandre, o Grande, em 330 a.C. Também foram erigidas infraestruturas arquitetônicas semelhantes em Susa e Ecbátana por Dario, o Grande, para desempenhar funções semelhantes às de Persépolis, como receber dignitários e delegados estrangeiros, realizar cerimónias imperiais e até residências de reis.
Talvez as estruturas mais impressionantes, existentes até hoje sejam as ruínas de Persépolis, uma cidade outrora opulenta fundada pelo rei aqueménida, Dário, o Grande, para ser usada para funções governamentais e cerimoniais, e que também foi uma das quatro capitais do Império. Persépolis teria levado 100 anos para ser concluída e teria sido finalmente saqueada e queimada pelas tropas de Alexandre, o Grande, em 330 a.C. Também foram erigidas infraestruturas arquitetónicas semelhantes em Susa e Ecbatana por Dário, o Grande, para desempenhar funções semelhantes às de Persépolis, como recepção de dignitários e delegados estrangeiros, realizando cerimónias imperiais e até residências de reis.